# Haploeax triangularis
Haploeax triangularis är en skalbaggsart som först beskrevs av Stefan von Breuning 1948.  Haploeax triangularis ingår i släktet Haploeax och familjen långhorningar. Inga underarter finns listade i Catalogue of Life.